# Kuroneko (film)
Kuroneko è un film del 1968 diretto da Kaneto Shindō.
Si tratta di una pellicola del genere horror giapponese, noto come J-Horror, su sceneggiatura dallo stesso regista.

## Trama
Kyoto, epoca medievale. Yone e sua nuora Shige, residenti in un boschetto di bambù, sono assalite e uccise da un gruppo di samurai senza legge e senza onore, e i loro corpi dati alle fiamme. Appare successivamente un gatto nero, il kuroneko del titolo, che lecca i loro corpi, riportandole al regno dei vivi come fantasmi, per vendicarsi attirando e massacrando gli aguzzini uno ad uno.
Nel nord del Giappone è in corso una battaglia contro l'etnia degli Emishi. Il giovane Hachi, uccide casualmente il generale nemico Kumasunehiko decapitandolo. Spacciandosi per un tale Gintoki, mostra il trofeo al governatore Minamoto no Raikō per essere premiato ed elevato al rango di samurai.
Si diffonde la voce della presenza di fantasmi e dello stillicidio, così il governatore ordina a Gintoki di eliminarli. Giunto sul posto l'uomo ne apprende presto l'identità. Sua moglie e sua madre hanno stretto un patto infernale per vendicarsi, alla quale vendetta neppure il protagonista può sottrarsi. La defunta consorte, venendo meno può trascorrere sette notti d'amore con il marito prima della dannazione definitiva.
Gintoki incontra nuovamente sua madre ben consapevole della sua natura spettrale così la mutila del braccio con la propria katana, il quale assume la forma di un arto felino. Gintoki può comunicare di aver eliminato entrambe le apparizioni. Soddisfatto il sovrano gli conferisce onore ed encomio, previo un rituale di purificazione di sette giorni, durante il quale riceve la visita di sua madre Yone sotto mentite spoglie di una veggente inviata dall'Imperatore per allontanare gli spiriti maligni, esigendo con l'inganno l'arto mozzato, con il quale lei vola via per il cielo. Gintoki oramai sconvolto barcolla attraverso i boschi fino al luogo del primo incontro: le pareti scompaiono intorno a lui, rivelando i resti carbonizzati della casa e la neve inizia a coprirlo mentre si ode un gatto miagolare in lontananza.